# Adungu
L'adungu è un cordofono della famiglia dell'arpa tradizionale in Uganda. Si ritiene che sia originariamente uno strumento dell'etnia Alur ma è attualmente diffusa in tutto il paese e anche in altre aree dell'Africa. Costruita in legno, comprende una cassa di risonanza ovoidale, talvolta arricchita con un sonaglio interno e un manico curvo a cui sono fissate le corde. L'arpista tiene l'adungu sulle ginocchia e contro il petto, e pizzica le corde con le dita. Ci sono adungu di diverse dimensioni; quelli più piccoli, dal suono più acuto, sono in genere usati dai solisti; quelli più grandi per l'accompagnamento.